# Ефремов, Дмитрий Иванович
Дмитрий Иванович Ефремов (1926 — 2005) — сержант Советской Армии, участник Великой Отечественной войны, Герой Советского Союза (1945).

## Биография
Дмитрий Ефремов родился 10 июля 1926 года в деревне Пашино (ныне — Атяшевский район Мордовии). В 1943 году окончил неполную среднюю школу. В ноябре того же года был призван на службу в Рабоче-крестьянскую Красную Армию. С сентября 1944 года — на фронтах Великой Отечественной войны. К марту 1945 года сержант Дмитрий Ефремов командовал пулемётным расчётом 68-го стрелкового полка 70-й стрелковой дивизии 43-й армии 3-го Белорусского фронта.
2-6 марта 1945 года во время боёв у деревни Пертельтникен (ныне — посёлок Терновка Зеленоградского района Калининградской области) Ефремов со своим расчётом перекрыл пути к отступлению по шоссе группе из 80 солдат и офицеров противника. Те предприняли несколько контратак, но все они были отбиты. В тех боях Ефремов уничтожил около 40 вражеских солдат. Во время штурма безымянной высоты в том же районе Ефремов непрерывно вёл огонь, способствовав успешному овладению высотой. 6-8 апреля 1945 года во время боя за Фридрихсберг (ныне — посёлок Зелёнок в черте Калининграда) Ефремов переправился через канал Ланд-Грабен и открыл по противнику огонь, способствовав успешной переправе батальона. Во время штурма одного из немецких опорных пунктов Ефремов зашёл противнику в тыл и открыл по нему огонь, вызвав в его рядах панику. Когда пулемёт Ефремова был разбит снарядом, он взял у раненого бойца винтовку и продолжал вести огонь, пока сам не был тяжело ранен.
Указом Президиума Верховного Совета СССР от 19 апреля 1945 года за «образцовое выполнение боевых заданий командования на фронте борьбы с немецкими захватчиками и проявленные при этом мужество и героизм» сержант Дмитрий Ефремов был удостоен высокого звания Героя Советского Союза с вручением ордена Ленина и медали «Золотая Звезда» за номером 8923.
В 1946 году Ефремов был демобилизован. Окончил среднюю школу, после чего работал в колхозе. С сентября 1955 года проживал в Лениногорске (ныне — Риддер) Восточно-Казахстанской области Казахской ССР. В 1956 году окончил Всесоюзный заочный институт советской торговли, после чего находился на хозяйственных должностях. В 1988 году вышел на пенсию. Занимался общественной деятельностью. Умер 5 ноября 2005 года.
Был также награждён орденами Отечественной войны 1-й и 2-й степеней, орденом Красной Звезды, рядом медалей.